# オアシスを求めて
『オアシスを求めて』（オアシスをもとめて）は、1985年10月26日にNHK総合テレビで放送されたテレビドラマ。

## 概要
日本のテレビドラマとしては珍しい本格SFである。
放映時から100年後の未来が舞台。酸性雨が降り続き荒廃した環境、スペースコロニー、クローン人間、中枢コンピューターによる管理社会、などのSFアイテムが盛り込まれている。
NHKドラマ部のプロデューサー村上慧と、NHKのドラマも多く手掛ける脚本家の田向正健が「今度はSFをやろう」ということで企画された。
スタッフのほとんどはNHK内部だったが、ミニチュアはヒルマモデルクラフトが製作した。
特撮はビデオ合成によるもので、NHK技術陣の総力が投入された。

## あらすじ
西暦2087年、日本初のスペースコロニー・勝利号が完成する。地球環境が汚染されたこの時代に、人類の希望は宇宙にしかなかった。あるとき、勝利号の開発スタッフである織部路音（中井貴一）は、勝利号のシステムを管理するコンピュータR7の性能に疑問を抱く。同じころに500万人の居住者を乗せたアメリカのコロニーが消息を絶った。疑惑を追う織部の前に、やがて驚くべき存在が姿を現す…。

## キャスト
- 織部路音：中井貴一
- 倉石麗：田中美佐子
- 織部高志：浜村純
- 羽賀：利重剛
- 技師長：神山繁
- 委員：橋爪功
- 委員会主任：佐々木すみ江
- 東：益岡徹
- 君塚：森田順平
- 黒川：北村総一朗
- 案内人：塚本信夫
- R7の声：千葉繁

## スタッフ
- 脚本：田向正健
- 演出：富沢正幸
- 音楽：冨田勲
- 制作：村上慧
- 特殊美術：比留間伸志
- ミニチュア造型：ヒルマ・モデル・クラフト

## 備考
- 脚本の田向正健と主演の中井貴一は、大河ドラマ『武田信玄』（1988年）でもコンビを組んでいる。
- 後年、中井貴一と田中美佐子は連続ドラマ『Age,35 恋しくて』（1996年、フジテレビ）でも夫婦役として共演している。